# Ron Canada
Ronald Ellis Canada, född 3 maj 1949 i New York, New York, är en amerikansk journalist och skådespelare som är känd för att spela roller som domare och detektiver.

## Filmografi (urval)
- 1987 – En natt på stan
- 1988 – Arthur - skakad, inte rörd
- 1989 – Dallas (TV-serie) (5 avsnitt)
- 1990 – Skål (TV-serie) (1 avsnitt)
- 1992 – Ensam hemma 2 – vilse i New York
- 1992 – Lagens änglar (TV-serie) (2 avsnitt)
- 1992 – Melrose Place (TV-serie) (1 avsnitt)
- 1992 – Star Trek: The Next Generation (TV-serie) (1 avsnitt)
- 1992 – Älskling, jag förstorade barnet
- 1994 – Babylon 5 (TV-serie) (1 avsnitt)
- 1994 – Murphy Brown (TV-serie) (1 avsnitt)
- 1995 – Presidenten och miss Wade
- 1996 – Star Trek: Deep Space Nine (TV-serie) (1 avsnitt)
- 1997 – På spaning i New York (TV-serie) (1 avsnitt)
- 1998–2000 – Felicity (TV-serie) (2 avsnitt)
- 1999 – Star Trek: Voyager (TV-serie) (1 avsnitt)
- 2001 – Arkiv X (TV-serie) (1 avsnitt)
- 2002 – Frasier (TV-serie) (1 avsnitt)
- 2003 – CSI: Crime Scene Investigation (TV-serie) (1 avsnitt)
- 2003 – The Hunted
- 2003–2004 – The Shield (TV-serie) (4 avsnitt)
- 2003–2006 – Vita huset (TV-serie) (10 avsnitt)
- 2004 – National Treasure
- 2005 – Cinderella Man
- 2005–2008 – I lagens namn (TV-serie) (2 avsnitt)
- 2005 – Wedding Crashers
- 2006–2008 – Boston Legal (TV-serie) (8 avsnitt)
- 2006 – Sjunde himlen (TV-serie) (2 avsnitt)
- 2006–2007 – Ugly Betty (TV-serie) (2 avsnitt)
- 2006 – Weeds (TV-serie) (4 avsnitt)
- 2007 – Stargate SG-1 (TV-serie) (1 avsnitt)
- 2009 – The Mentalist (TV-serie) (1 avsnitt)
- 2013 – Blue Bloods (TV-serie) (1 avsnitt)
- 2013 – The Office (TV-serie) (1 avsnitt)
- 2014 – Grimm (TV-serie) (1 avsnitt)
- 2015 – Ted 2
- 2016 – Madam Secretary (TV-serie) (1 avsnitt)
- 2017–2019 – The Orville (TV-serie) (2 avsnitt)
- 2018 – House of Cards (TV-serie) (3 avsnitt)
- 2020 – The Empty Man
- 2022 – Law & Order: Special Victims Unit (TV-serie) (1 avsnitt)